# Gott ist mein König
Gott ist mein König (in tedesco, "Dio è il mio re") BWV 71 è una cantata di Johann Sebastian Bach.

## Storia
La cantata Gott ist mein König venne eseguita per la prima volta in occasione dell'inaugurazione del nuovo consiglio municipale di Mühlhausen il 4 febbraio 1708 ad Arnstadt. 
Il nome del librettista non ci è pervenuto. 
Secondo alcune ipotesi, tuttavia, potrebbe essere Georg Christian Eilmar, che aveva commissionato a Bach la composizione della cantata Aus der Tiefen rufe ich, Herr, zu dir BWV 131, scritta intorno allo stesso periodo.
Nel 1708 Bach era organista presso la chiesa di San Biagio a Mühlhausen. In questo periodo egli compose diversi lavori, prevalentemente per organo. La Gott ist mein König è stata la sua prima cantata per orchestra festiva, comprendente anche trombe e timpani. Dato che Bach venne incaricato dal consiglio municipale di comporre questo lavoro, si tratta di una delle sue poche composizioni appositamente realizzate per soddisfare una specifica commissione pagata: la maggior parte dei suoi lavori, infatti, vennero scritti come parte dei normali doveri del suo impiego.
La cantata venne accolta così positivamente che Bach venne incaricato, poco dopo, di comporne un'altra per l'inaugurazione del consiglio dell'anno successivo. La Gott ist mein König venne anche stampata, ma nessuna copia originale è giunta fino a noi.

## Struttura
Anche se la cantata venne composta per un'occasione civile, viene oggi considerata una cantata sacra. Il testo consiste prevalentemente in brani biblici: i primi due movimenti ed il quarto sono tratti dal salmo 74, mentre il resto dal secondo libro di Samuele, dalla Genesi e dal Deuteronomio.
Il secondo movimento, Ich bin nun achtzig Jahr (tedesco: Ora ho ottant'anni), probabilmente si riferisce ad Adolf Strecker, l'ex sindaco che aveva appena lasciato l'incarico, ed è stato scritto per organo solista. Nel secondo movimento le citazioni della Bibbia sono completate dal sesto versetto dell'inno di Johann Heermann O Gott, du frommer Gott.
La Gott ist mein König è un significativo lavoro giovanile di Bach. Con la sua mancanza di recitativi, l'opera mostra caratteristiche tipiche delle cantate tradizionali del XVII secolo. Si differenzia dalle cantate di altri compositori esistenti a Mühlhausen nello stesso periodo per la sua strumentazione particolarmente elaborata. Pochissime delle caratteristiche formali delle cantate di Bach adulto ai tempi di Lipsia si trovano in quest'opera giovanile. Si tratta inoltre della prima opera di Bach ad essere stata stampata (un evento inconsueto, pagato dal comune) ed è l'unica cantata ad essere stata stampata prima della morte del compositore.
1. Coro: Gott ist mein König, per tutti.
2. Aria: Ich bin nun achtzig Jahr, per tenore e organo.
3. Coro: Dein Alter sei wie deine Jugend, per coro e organo.
4. Aria: Tag und Nacht ist dein. Du machest, per basso, flauti, violoncello, oboi, fagotto e organo.
5. Aria: Durch mächtige Kraft, per contralto, trombe, timpani e organo.
6. Coro: Du wollest dem Feinde nicht geben, per coro, flauti, violoncello, oboi, fagotto, archi e organo.
7. Coro: Das neue Regiment, per tutti.